# 397 v. Chr.
Portal Geschichte | Portal Biografien | Aktuelle Ereignisse | Jahreskalender | Tagesartikel

◄ |
5. Jahrhundert v. Chr. |
4. Jahrhundert v. Chr. |
3. Jahrhundert v. Chr. |
►

◄ | 410er v. Chr. | 400er v. Chr. | 390er v. Chr. | 380er v. Chr. |
370er v. Chr. |
►

◄◄ | ◄ | 400 v. Chr. | 399 v. Chr. | 398 v. Chr. | 397 v. Chr. |
396 v. Chr. |
395 v. Chr. |
394 v. Chr. |
► |
►►

## Ereignisse

### Politik und Weltgeschehen

#### Sizilien
- Dionysios I. von Syrakus bricht seinen Vertrag mit den Karthagern, der die Teilung Siziliens vorsieht, und beginnt einen Feldzug zur Eroberung der Insel. Bedeutend ist Dionysios’ Belagerung der Stadt Segesta.
- Die Karthager erbauen die Festung Marsala (Lilybaion) im Westen Siziliens, nachdem Dionysios von Syrakus ihren Stützpunkt Mozia zerstört hat.

#### Römische Republik
- Lucius Iulius Iullus, Lucius Furius Medullinus, Lucius Sergius Fidenas, Aulus Postumius Albinus Regillensis, Publius Cornelius Maluginensis und Aulus Manlius Vulso Capitolinus werden römische Konsulartribunen.
- Nach der Überlieferung führt die römische Republik Kriege gegen die Volsker, Aequer, Vejenter, Falisker sowie Capenaten. Truppen der Stadt Tarquinii fallen in römisches Gebiet ein.
- Spurius Minucius Augurinus wird römischer Pontifex Maximus, er bekleidet das Amt bis 390 v. Chr.

### Wissenschaft und Technik
- In seinem 7. Jahr (398 bis 397 v. Chr.) lässt der achämenidische König Artaxerxes II. den Zusatzmonat Addaru II schalten, der am 18. März[1] beginnt.
- Babylonische Astronomen protokollieren ihre Beobachtungsergebnisse der Mondfinsternis vom 31. März–1. April (14. Addaru II) sowie im 8. Jahr des Artaxerxes II. (397 bis 396 v. Chr.) die Beobachtungsergebnisse der Mondfinsternis vom 24.–25. September[1] (14. Ululu).[2]
- Im babylonischen Kalender fällt der Jahresbeginn des 1. Nisannu auf den 16.–17. April[1]; der Vollmond im Nisannu auf den 29.–30. April[1], der 1. Ululu auf den 11.–12. September[1] und der 1. Tašritu auf den 10.–11. Oktober[1].[2]

## Geboren
- um 397 v. Chr.: Antipatros, makedonischer Feldherr und Reichsverweser († 319 v. Chr.)

## Gestorben
- um 397 v. Chr.: Zeuxis von Herakleia, griechischer Maler und Bildhauer